# Барбудо
Барбудо (Trachyphonus) — рід дятлоподібних птахів родини лібійних (Lybiidae). Містить 6 видів.

## Поширення
Рід поширений в тропічній Африці. Мешкають у різноманітних лісах і лісистих саванах.

## Спосіб життя
Живляться фруктами і комахами. Деякі комахи ловляться у польоті. Гнізда облаштовують у дуплах.

## Види
- Барбудо жовтодзьобий, Trachyphonus purpuratus
- Барбудо чубатий, Trachyphonus vaillantii
- Барбудо жовтогорлий, Trachyphonus margaritatus
- Барбудо вогнистоголовий, Trachyphonus erythrocephalus
- Барбудо плямистоголовий, Trachyphonus darnaudii
- Барбудо усамбірський, Trachyphonus usambiro[2]